# Albisano
Albisano è una frazione del comune di Torri del Benaco, in Veneto. La frazione dista circa 1,22 km dal capoluogo.

## L'abitato
Il paese è posto a circa 309 metri s.l.m, sulle pendici del Monte Baldo, proprio su di un poggio sopra il capoluogo di Torri del Benaco. 
L'abitato si sviluppa attorno alla piazza e alla chiesa parrocchiale di san Martino, ove troviamo appunto il nucleo storico, attorno al quale sono sorti edifici di più recente costruzione, grazie allo sviluppo dell'economia legata al turismo sul territorio.

### Località
Attorno al paese sorgono località e contrade che contribuiscono a comporlo, tra cui si annoverano:
- Bardino
- Brè
- Campiano
- Chinèt
- Coi
- Loncrino
- Sevino
- Sorti
- Valmagra

## Chiesa parrocchiale di San Martino
Di un luogo di culto nella frazione di Albisano si ha notizia fin dal Quattrocento, sebbene solo nel 1567 diventi parrocchia autonoma. Le origini d'altra parte potrebbero esser ancora più antiche.
Numerosi lavori di ampliamento vennero svolti nel XVIII secolo, che coinvolsero facciata, interno e anche il campanile. La chiesa è dedicata a San Martino di Tours.

### Edificio
La chiesa ha un aspetto complessivamente neoclassico dovuto proprio alla ristrutturazione avvenuta nel Settecento, quando venne ulteriormente innalzato pure il campanile. Rappresenta l'edificio storico di maggior rilevanza di tutto l'abitato di Albisano.

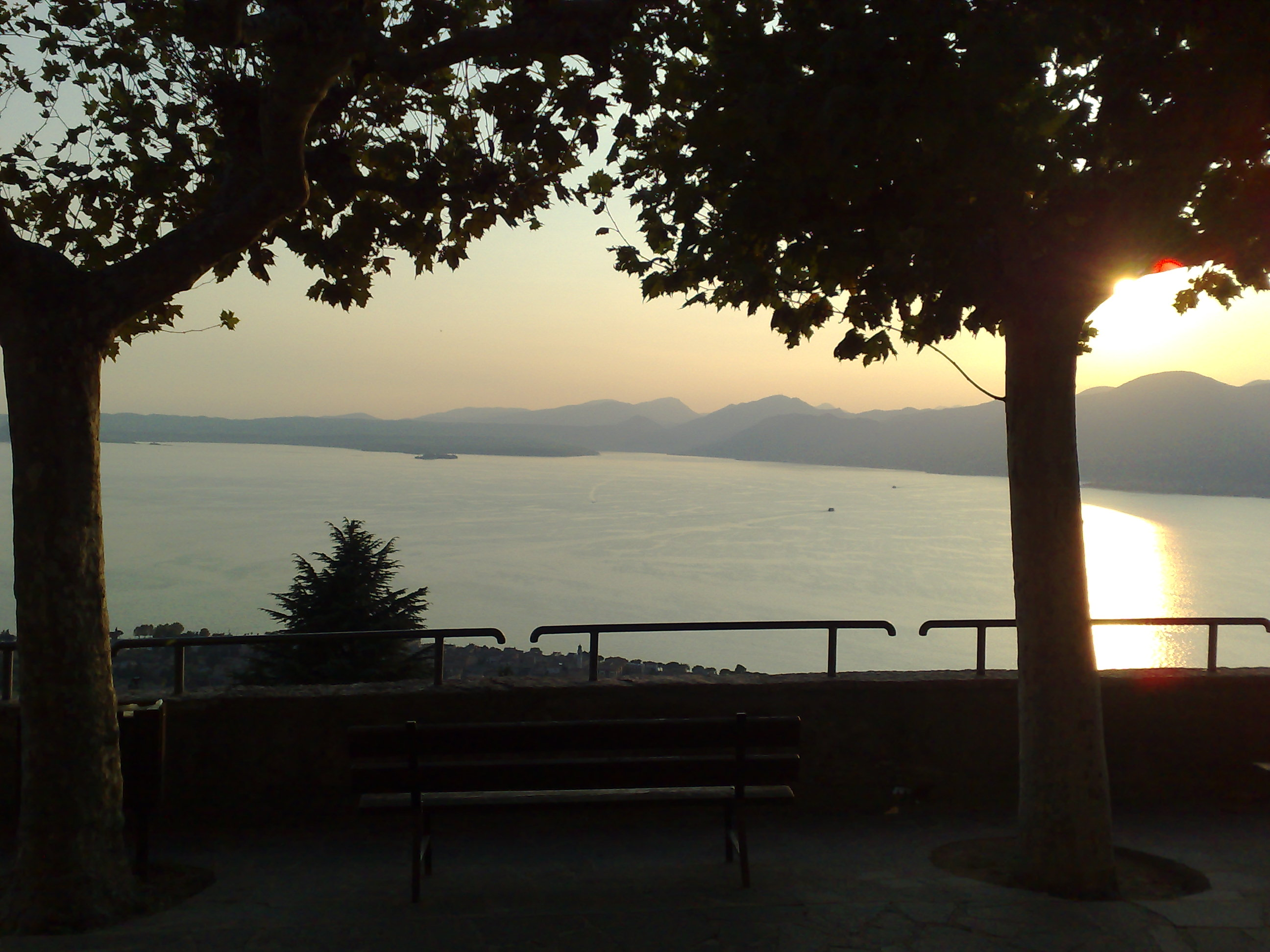
Panorama sul lago dalla piazzetta antistante la chiesa.

#### Esterno
La facciata si presenta con una struttura a capanna in stile neoclassico, divisa orizzontalmente in due ordini, con lesene al piano terra ed una grande vetrata al piano superiore. La Torre campanaria sorge sul fianco settentrionale dell’abside, alla sinistra dell'edificio.

#### Interno
L'interno ha una sola navata, come comune era nell'epoca della ristrutturazione settecentesca, secondo i dettami del concilio di Trento. L'aula termina con il presbiterio, posto secondo i canoni in direzione est. Sono presenti due altari laterali mentre l’altare maggiore, questo è dedicato a San Martino; di valore è la statua settecentesca del Cristo risorto, proveniente dalla precedente chiesa e una pala del seicento posta nel coro. Gli altari laterali sono dedicati alla Madonna del Rosario, sul lato meridionale, e l’altare di S. Carlo Borromeo, sul lato opposto. Le pareti sono decorate con cornici a stucco che riquadrano le pitture del pittore locale Eugenio Vangelista, raffiguranti "Episodi della vita di S. Carlo Borromeo" e “L’ascesa al soglio pontificio di Paolo VI”; opera dei fratelli Mattielli è invece il dipinto raffigurante “S. Martino” che sovrasta l’arco trionfale. Il pavimentato in lastre di marmo rosso di Verona e nembro rosato.

## Economia ed Ambiente locale

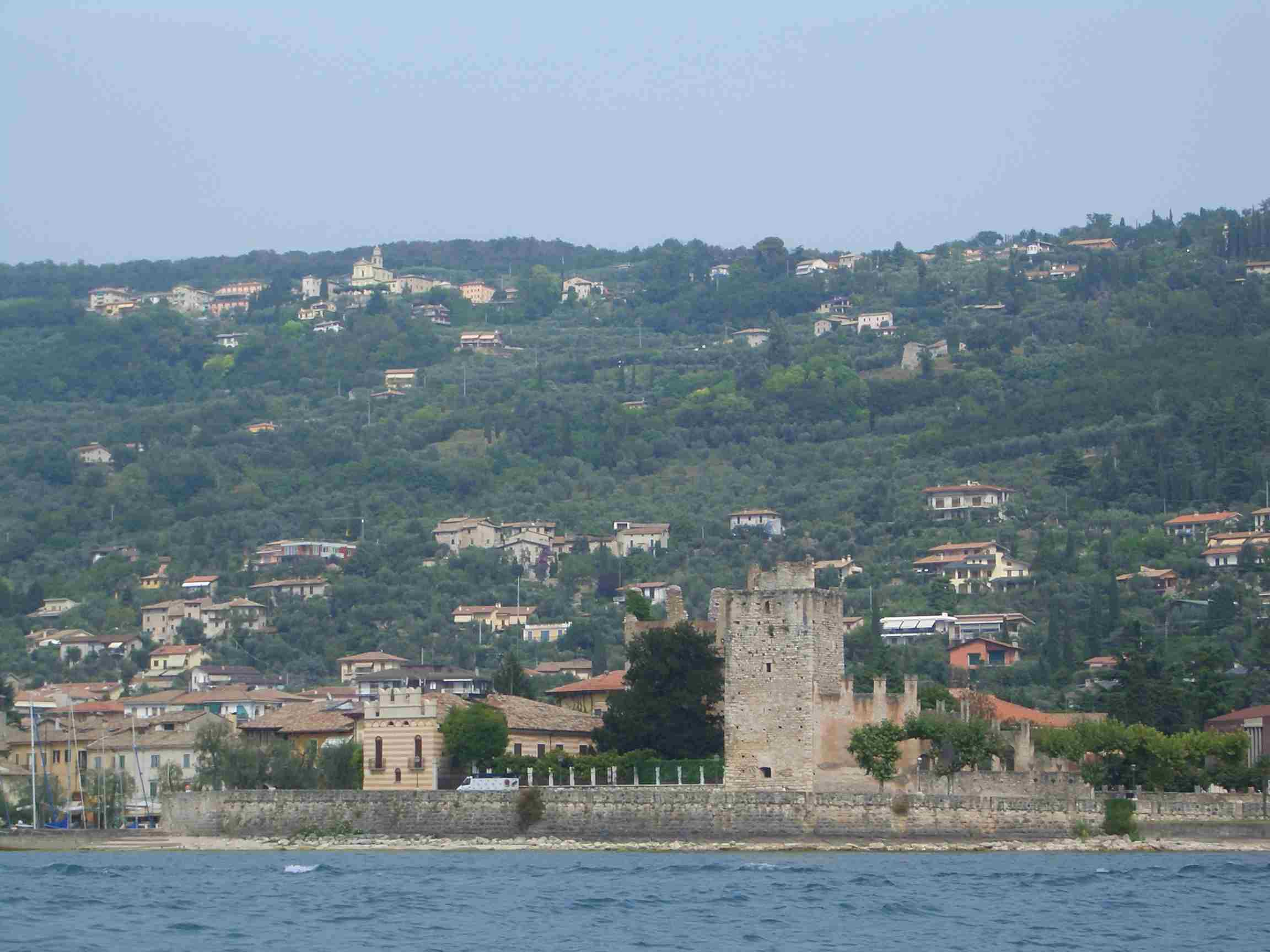
Il paese di Albisano domina, in alto,
l'abitato sulle rive del Garda di Torri del Benaco.

Il paese sui declivi occidentali del Monte Baldo si trova immerso fra campi, coltivati ad ulivi principalmente. L'ambiente è quindi chiaramente mediterraneo, il che in passato come ora ne indirizza l'economia: se un tempo infatti era basata sull'agricoltura, l'allevamento e piccoli commerci, ora a questi si è affiancato in modo rilevante il turismo, sia locale che internazionale, favorito dal paesaggio naturale, le bellezze storiche e dalla felice posizione dominante il Lago di Garda. Nell'abitato infatti si ritrovano più strutture ricettive.